# San Lorenzo (Calabrien)
 For alternative betydninger, se San Lorenzo. (Se også artikler, som begynder med San Lorenzo)
San Lorenzo er en by i Calabrien, Italien med 2.205 (2023) indbyggere. Byen ligger omkring 120 kilometer sydvest fra Catanzaro, og omkring 20 kilometer sydøst fra Reggio di Calabria.